# Ford Rotunda

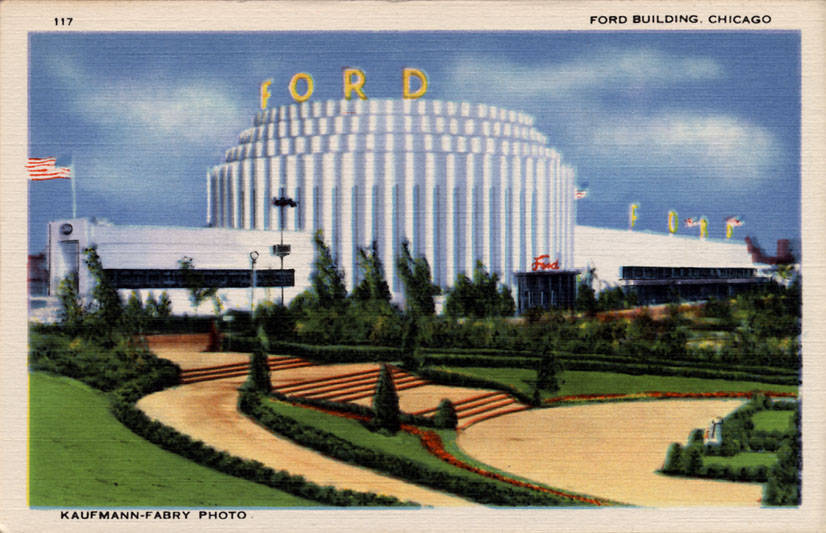
La rotonda de Ford en la Exposición Universal de Chicago de 1933.

La Ford Rotunda, también conocida en español como Rotonda de la Ford o Rotonda Ford, fue una atracción turística situada originalmente en el South Side de Chicago (Illinois) y posteriormente trasladada a Dearborn (Míchigan). A mediados del siglo xx, fue la quinta atracción turística más popular de los Estados Unidos; en la década de 1950 esta futurista estructura recibió más visitantes que la Estatua de la Libertad. La rotonda fue construida para la Exposición Universal de Chicago de 1933, titulada «Un siglo de progreso». Tras la clausura de la Exposición Universal, la rotonda fue desmontada y reconstruida en Dearborn, pasando a funcionar como el centro de visitantes de la entonces sede mundial de la Ford Motor Company. Albert Kahn, que diseñó la rotonda del pabellón de Ford en la Exposición Universal, fue llamado para adaptar su diseño a su nuevo uso. Su diseño ultramoderno, sus elaboradas exposiciones y sus impresionantes espectáculos navideños contribuyeron a la gran popularidad de esta atracción turística. La rotonda fue destruida el viernes 9 de noviembre de 1962 por un incendio.

## Exposición Universal de Chicago de 1933

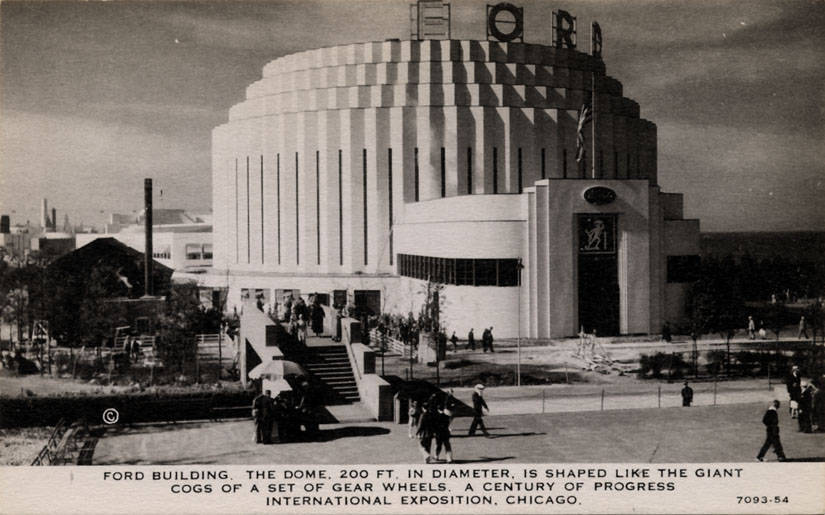
Fotografía de la rotonda en Chicago.

La Ford Rotunda (también conocida como Ford Pavilion o Ford Exposition Building, literalmente Pabellón de Ford o Edificio de Exposición de Ford) fue construida por la Ford Motor Company para la Exposición Universal de Chicago de 1933, titulada «Un siglo de progreso», celebrada en 1933 y 1934 para mostrar los progresos de la humanidad en el transporte. La rotonda estaba situada en un terreno de unas 5 hectáreas ubicado junto a la costa del lago Míchigan, en el South Side de Chicago, donde actualmente se encuentra el Burnham Park.

## Traslado a Dearborn

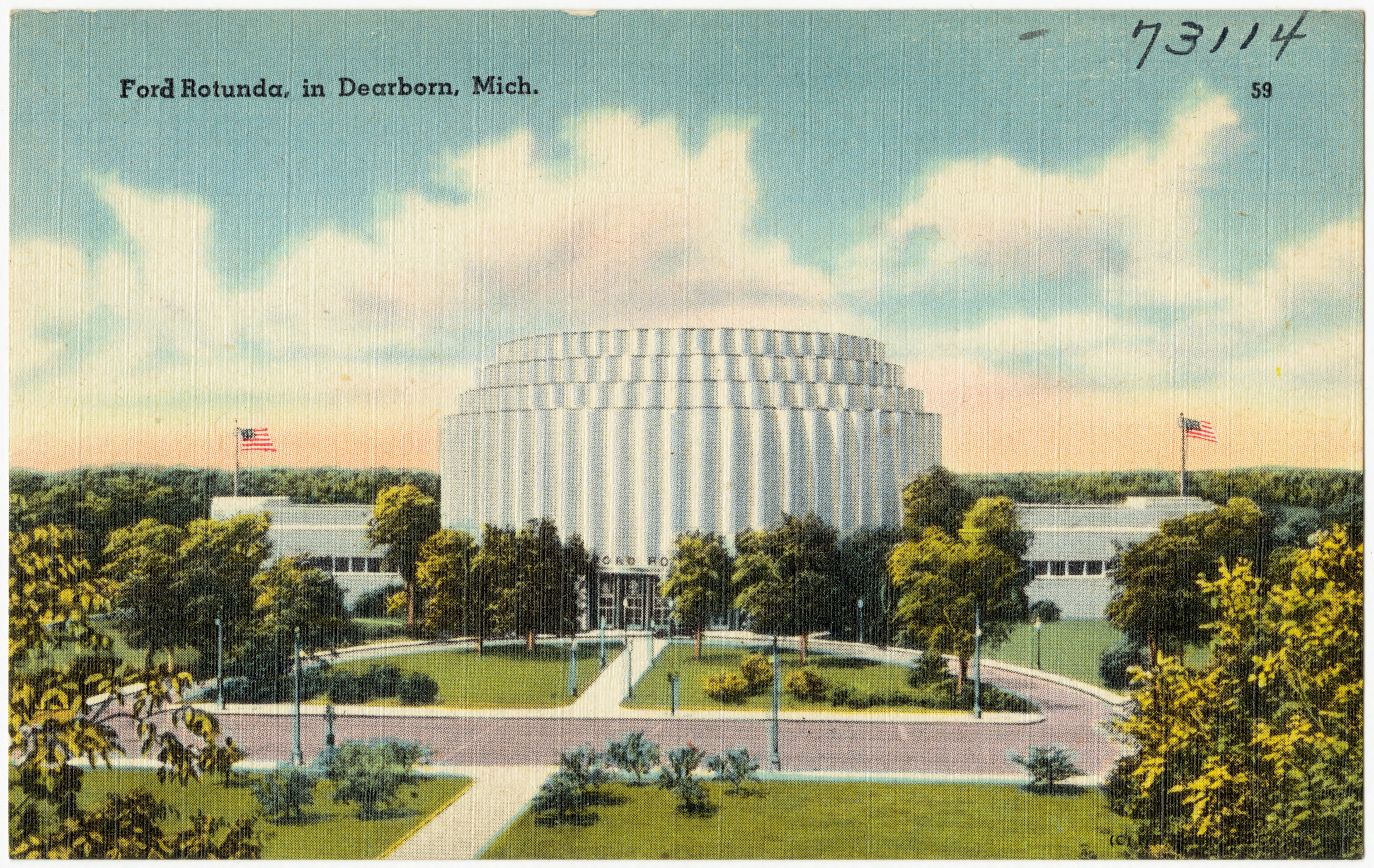
La rotonda tras su reconstrucción en Dearborn.

A finales de 1934 se anunció que, tras la clausura de la Exposición Universal, la Ford Rotunda sería desmontada y transportada a Dearborn (Míchigan), donde funcionaría como un centro de visitantes y sería reconstruida usando materiales más duraderos. Fue construida en una parcela de 5.5 hectáreas situada enfrente de la sede original de Ford, cruzando Schaefer Road, cerca de la actual sede mundial de Ford. Contaba con una estructura de acero que pesaba 910 toneladas y un revestimiento de 10 600 m² de caliza de Indiana, a juego con la sede. Tenía diez plantas de altura y medía 64 metros en la base, con un patio central de 28 metros de diámetro. También se añadieron dos alas laterales al edificio permanente en Dearborn, que anclaban la sección central.
La rotonda tenía un aspecto completamente nuevo después de ser montada en su nueva ubicación; su forma recordaba a cuatro engranajes apilados con tamaños decrecientes. En su interior había murales que mostraban la línea de montaje de la fábrica del río Rouge. En sus alrededores había una pista de 1.21 kilómetros de longitud con diecinueve reproducciones de las que Ford llamaba las «carreteras del mundo» (en inglés: Roads of the World), incluida la Vía Apia, la Grand Trunk Road, la Senda de Oregón y la Woodward Avenue de Detroit, que los visitantes recorrían en los últimos modelos de Ford. La rotonda reabrió al público el 14 de mayo de 1936 después de más de un año de obras. La banda de Fred Waring tocó en su grandiosa inauguración para los más de veintidós mil asistentes. Numerosas estrellas del cine, celebridades, líderes empresariales, jefes de Estado y millones de turistas la visitarían para aprender y celebrar la Ford Motor Company.
En la década de 1950 se convirtió en la quinta atracción turística más popular de los Estados Unidos, solo por detrás de las cataratas del Niágara, el parque nacional de las Grandes Montañas Humeantes, la Smithsonian Institution y el Monumento a Lincoln, recibiendo más visitantes que monumentos como el parque nacional de Yellowstone, Mount Vernon, el Monumento a Washington o la Estatua de la Libertad. Durante la Segunda Guerra Mundial sus visitantes disminuyeron debido al racionamiento de gasolina, por lo que la rotonda cerró al público y se usó para albergar oficinas y una escuela del Cuerpo Aéreo del Ejército, instalándose cuarteles a lo largo de Rotunda Drive. El teatro que había en su interior fue usado como sala de cine para entretener a los soldados. En 1946, diez jóvenes oficiales del Ejército, conocidos como los Whiz Kids (literalmente, los «niños prodigio»), que pronto se convertirían en ejecutivos de la compañía, tuvieron un primer encuentro con Henry Ford II durante un almuerzo en la rotonda.
Antes de su reapertura en 1952, la rotonda fue sometida a una profunda remodelación. Para cubrir el patio central abierto, los ingenieros de Ford calcularon que el peso de una cúpula convencional de acero sería de 150 toneladas, que la estructura de la rotonda no podría soportar. En su primera aplicación al mundo real, el inventor Richard Buckminster Fuller diseñó una ligera cúpula geodésica que solo pesaba 8.2 toneladas y resolvió el problema, convirtiéndose en una atracción turística por sí misma. El 16 de junio de 1953, la rotonda reabrió al público en el marco de las celebraciones del 50.º aniversario de la Ford, lo que incluyó la instalación y encendido de cincuenta enormes velas de cumpleaños a lo largo del borde de la estructura.
Ford aprovechó la popularidad de la rotonda para atraer atención hacia sus nuevos modelos, y la usaba para fotografiar sus vehículos y para celebrar eventos como presentaciones de concesionarios, ruedas de prensa y reuniones de negocios. En los primeros doce meses tras su reapertura, casi 1.5 millones de personas visitaron la rotonda para ver sus exposiciones, montarse en los automóviles y recorrer la fábrica del río Rouge. En 1958 el nuevo Lincoln Continental fue presentado a la prensa bajo una maqueta de 30 metros de altura de la Torre Eiffel, y en 1959, justo después de que Alaska se convirtiera en el 49.º estado de los Estados Unidos, se instaló en la rotonda una exhibición con montañas, pescadores y un oso grizzly disecado. También se celebraban en ella espectáculos florales y exposiciones de vehículos personalizados.
Una de las marcas presentadas en la rotonda, en 1958, fue la desafortundada Ford Edsel, lanzada a finales de la década de 1950, en una época económica recesiva en la que los consumidores preferían vehículos más pequeños y económicos. Esto fue el inicio de la carrera de los automóviles compactos estadounidenses y la marca Edsel fue suprimida poco después del lanzamiento de los modelos de 1960, tras solo dos años de producción.
En 1953 se celebró por primera vez en la rotonda el espectáculo anual de Navidad y casi un millón de personas lo visitaron ese año. Se instaló un árbol de Navidad de 11 m de altura, junto con un elaborado taller de Papá Noel y una escena de la Natividad a tamaño natural que el Consejo Nacional de Iglesias consideró la «mejor y más grande» del país, así como personajes animados de cuentos infantiles y un circo en miniatura de quince mil piezas con ochocientos animales, treinta carpas y más de cuatrocientas figuras de artistas de circo y espectadores. El espectáculo de Navidad se celebró durante nueve años en la rotonda y en ese tiempo lo visitaron cerca de 6 millones de personas.

## Destrucción

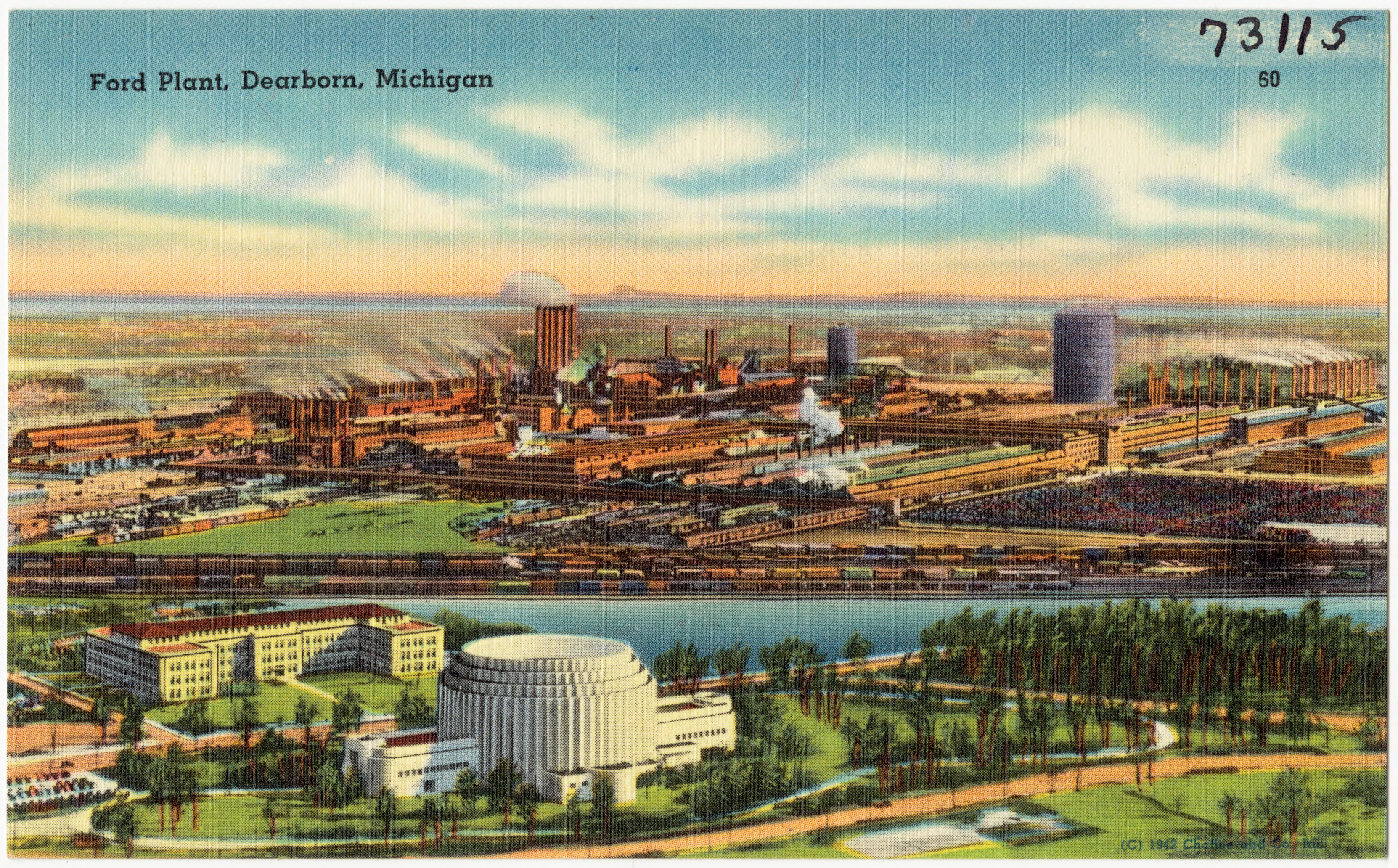
La rotonda en Dearborn, frente a la sede de Ford; al otro lado del río está la fábrica del río Rouge.

El viernes 9 de noviembre de 1962, poco después de la 1:00 p. m., se desató un incendio en la cubierta de la rotonda. El incendio empezó mientras se estaban realizando trabajos de impermeabilización del edificio para preparar el espectáculo de Navidad de ese año. Las alarmas sonaron a la 1:12 p. m. y, pese a los esfuerzos de todo el cuerpo de bomberos de Dearborn, las paredes de la rotonda se derrumbaron a la 1:55 p. m. El informe oficial del Departamento de Bomberos de Dearborn afirma: «La cúpula de plástico, con una ligera estructura de aluminio, se derrumbó sobre el patio interior del edificio, extendiendo el fuego a materiales combustibles (espectáculo de Navidad)».
Un grupo de 118 escolares de South Bend (Indiana) acababa de salir del edificio y, desde el aparcamiento que había al otro lado de la calle, fueron testigos de las primeras llamas; también presenciaron la escena dos estudiantes de Detroit que estaban haciendo novillos y fueron arrestados. Unos sesenta trabajadores escaparon con seguridad, y el único herido fue John Riley, un ingeniero de edificación de 58 años de Dearborn, que sufrió una quemadura en su brazo y su hombro y fue tratado por inhalación de humo.
Se estimó que los daños ascendieron a más de 15 millones de dólares (equivalentes a 151 millones en la actualidad). Además de la destrucción de la rotonda, el fuego consumió todos los modelos de Ford del 1963 que estaban expuestos en ella, varios «automóviles de ensueño» únicos, cada uno de los cuales estaba valorado en 100 000 dólares, y decoraciones navideñas por valor de 250 000 dólares. La Ford Rotunda también albergaba los Ford Archives, que sobrevivieron intactos a las llamas debido a un sistema especial de protección contra incendios de dióxido de carbono (cardox). Estos archivos —que entonces eran considerados la colección más completa de su clase— estaban compuestos por más de catorce millones de objetos, incluidos documentos comerciales, recuerdos y más de doscientas cincuenta mil fotografías. Un año más tarde, en diciembre de 1963, estos archivos fueron donados al Edison Institute (conocido actualmente como Museo Henry Ford).

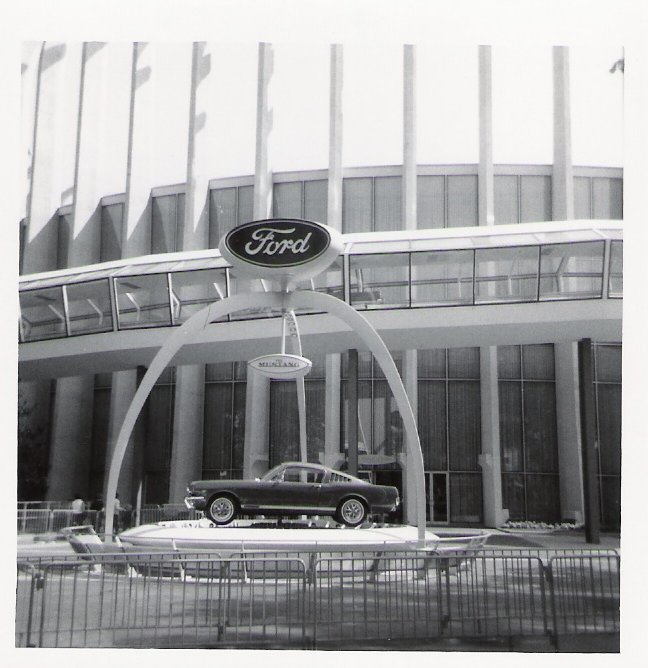
El pabellón de Ford en la Feria Mundial de Nueva York de 1964.

La parcela que ocupaba la Ford Rotunda permaneció vacía hasta que en 2000 se inauguró en ella el Michigan Technical Education Center (M-TEC). La calle delante de la antigua ubicación de la rotonda conserva su nombre, Rotunda Drive.

## Rotonda de la Feria Mundial de Nueva York de 1964
El pabellón de Ford en la Feria Mundial de Nueva York de 1964 era un edificio de 300 metros de longitud con una rotonda de vidrio de doce plantas en su centro llamada The Wonder Rotunda («la rotonda de las maravillas»). El edificio también contaba con sesenta y cinco pilones altos en un extremo y una gran sala de exposiciones en el otro. Dado que el énfasis estaba puesto en el automóvil, parte de la visita de la rotonda tenía lugar en descapotables Ford que recorrían automáticamente una calzada especial. El pabellón albergaba varias exposiciones diseñadas por Walt Disney. Esta exposición fue visitada por más de doce millones de personas.